# Esklum

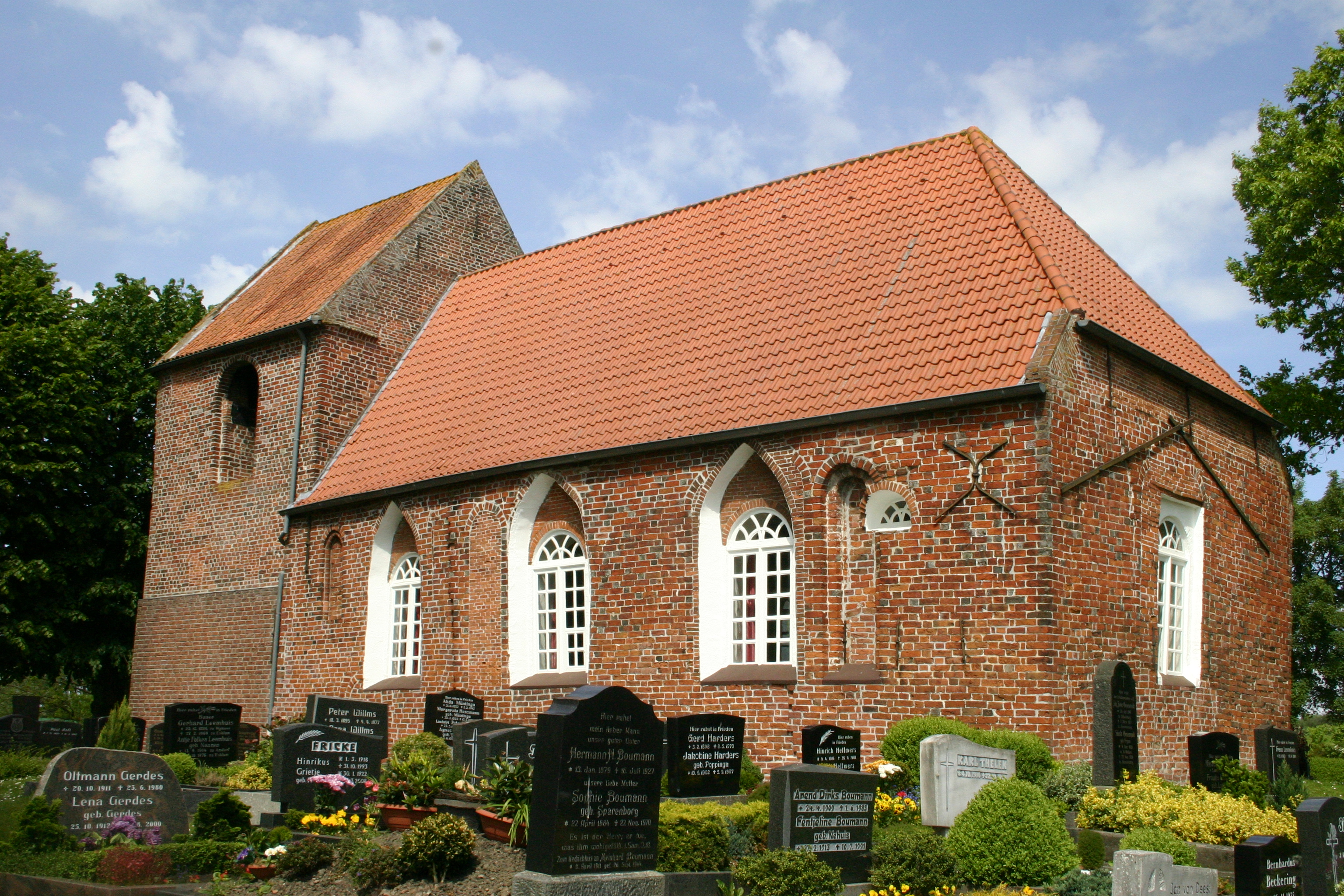
Esklumer Kirche

Esklum ist ein Ort in der Gemeinde Westoverledingen im Landkreis Leer in Ostfriesland.

## Geschichte
In früheren Zeiten soll Esklum als Esschelshem bezeichnet worden sein, was ein Heim, Ort oder Haus auf guten trockenem Ackerland bedeutet. Auf der Karte von Ubbo Emmius wird der Ort als Esculum bezeichnet.
Die Esklumer Kirche zählt zu den ältesten des Overledingerlandes. Eine der beiden Glocken datiert aus dem Jahre 1377. Der Westturm der Kirche stammt aus dem 15. Jahrhundert. Aufgrund von vorhandenen Schießscharten und einer Kaminanlage geht man davon aus, dass die Kirche von Esklum eine Wehrkirche war.
Am 1. Januar 1973 wurde Esklum in die neue Gemeinde Westoverledingen eingegliedert.